# Bi Sheng
Bi Sheng (毕升 en chino simplificado; 畢昇 en chino tradicional; y Pì Shēng en el sistema de escritura Wade-Giles) (Bianjing, 972-ibídem, 1051) fue un inventor chino. Entre los años 1041 y 1048 inventó la imprenta de tipos móviles.

## Biografía
Bì Shēng nació y vivió en Bianjing ―la actual ciudad de Kaifeng, de 6 millones de habitantes― que fue la capital de China durante la dinastía Song del Norte (960-1127). Bi Sheng fue un plebeyo y por eso no se sabe ningún detalle de sus ancestros. La primera mención de él se encuentra en el Mengxi bitán (‘diálogos con el pincel en el arroyo de los sueños’), del polímata chino Shen Kuo (1031-1095).

### Invención de la imprenta
Bi Sheng fue el primer humano en inventar la imprenta con tipos móviles (que él fabricó con porcelana china).
Se le ocurrió crear ideogramas chinos aserrando maderas en trozos muy pequeños. No tardó mucho tiempo para hacer 3000 de los caracteres más comúnmente utilizados. Sheng decidió poner los ideogramas en docenas de placas de madera de acuerdo a la primera sílaba de su pronunciación.
Después hizo los caracteres con porcelana, que era indeformable y más durable.
Más tarde, Sheng aumentó la eficiencia de su imprenta al utilizar alternativamente dos placas de hierro: mientras utilizaba una para imprimir, en la otra organizaba los caracteres de la página siguiente. Cuando terminaba de imprimir la primera plancha, podía utilizar la segunda (y en la primera organizaba los caracteres de la página siguiente).

### Reinvenciones de la imprenta
Dos siglos después, en 1234, artesanos del reino de Koryo (actual Corea) ―conocedores de la imprenta china con tipos móviles de porcelana―, crearon un juego de tipos móviles de metal, más durables.
Todavía dos siglos después, hacia 1440, el alemán Johannes Gutenberg (1398-1468) ―posiblemente sin ningún conocimiento de la imprenta china― volvió a inventar una imprenta de tipos móviles.
Cabe destacar que desde 1295 era muy popular en Europa todo lo relacionado con China, debido a los textos atribuidos a Marco Polo.

## Eponimia
- El cráter lunar Bi Sheng lleva este nombre en su memoria.[1]